# Třída Sims
Třída Sims byla poslední třída torpédoborců námořnictva Spojených států amerických postavených ještě před zapojením USA do druhé světové války. Celkem bylo postaveno 12 jednotek této třídy. Všechny jednotky bojovaly ve druhé světové válce, přičemž pět jich bylo v boji ztraceno. Přeživší lodě byly po válce sešrotovány, anebo použity jako cíle při jaderných zkouškách na atolu Bikini.

## Stavba

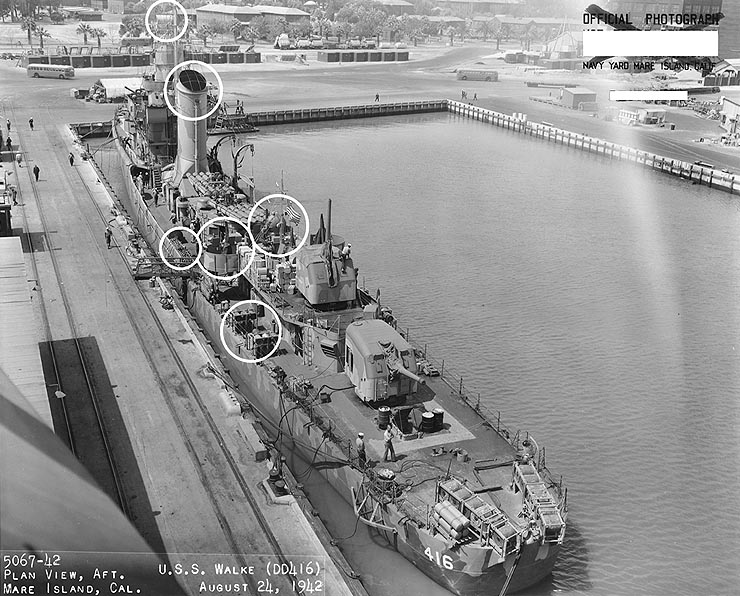
Detail torpédoborce Walke v loděnici Mare Island

Projekce nové třídy amerických torpédoborců byla objednána v roce 1935. Stavba byla schválena ve finančním roce 1937. Celkem bylo postaveno 12 jednotek této třídy. Na vodu byly spouštěny v letech 1938–1939 a do služby vstupovaly mezi lety 1939–1940. Na jejich stavbě se podílelo celkem sedm loděnic – Bath Iron Works v Bathu ve státě Maine, Federal Shipbuilding and Drydock Company v Kearny ve státě New Jersey, Newport News Shipbuilding v Newport News, Boston Navy Yard v Bostonu, Norfolk Naval Shipyard v Portsmouthu ve státě Virginia, Charleston Naval Shipyard v North Charlestonu v Jižní Karolíně a Philadelphia Naval Shipyard ve Filadelfii.

## Konstrukce

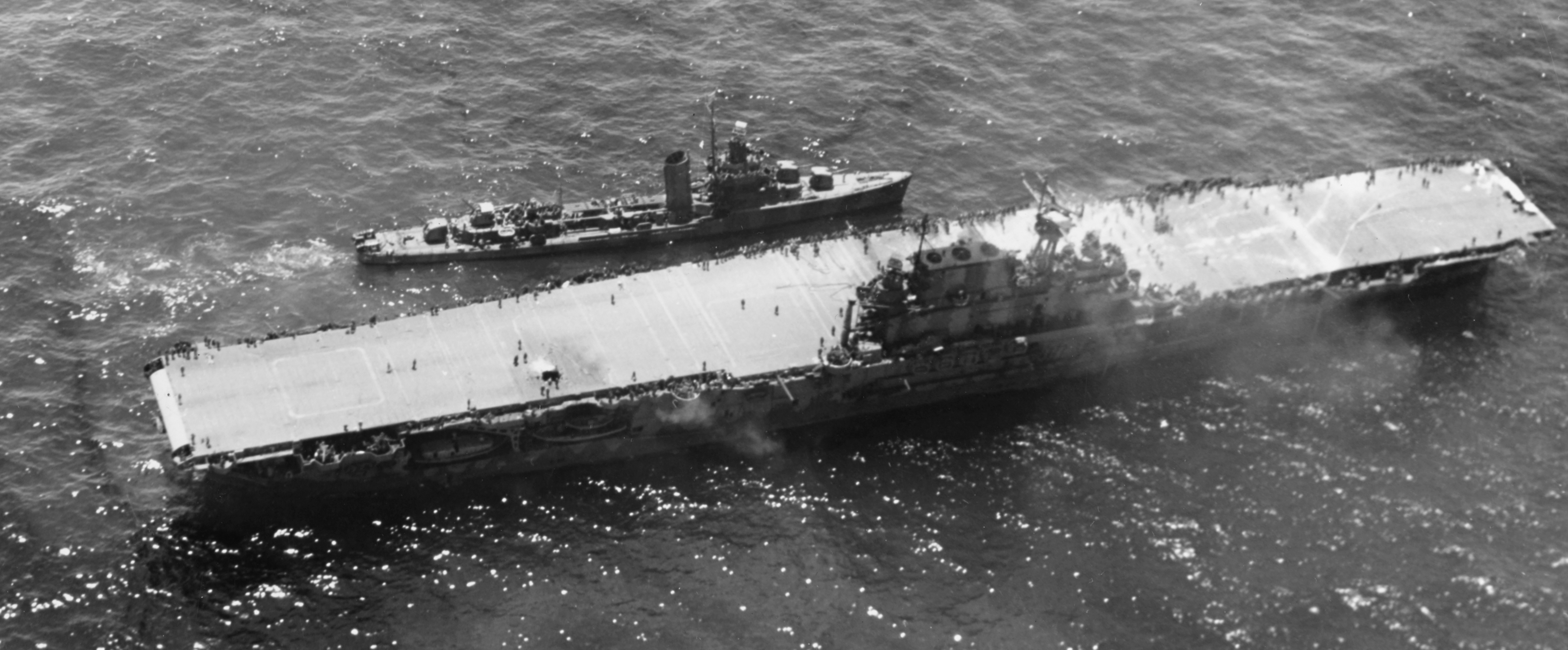
Těžce poškozená letadlová loď USS Hornet je, za asistence torpédoborce USS Russel, připravována ke vzetí do vleku těžkým křižníkem USS Northampton (napravo, částečně zakrytý fotografujícím letounem).

Třída Sims představovala poslední americké torpédoborce, jejichž strojovny a kotelny nebyly rozděleny do dvou oddělených skupin, což zvyšovalo jejich odolnost v boji. Jako první rovněž nesly systém řízení palby Mk 37, který se během následujících let masivně rozšířil.
Torpédoborce byly na svou dobu silně vyzbrojeny. Základní výzbroj tvořilo pět 127mm kanónů, z nichž kanóny 1, 2 a 3 byly umístěny v dělových věžích, zatímco čísla 3 a 4 stála v nekrytých postaveních. Torpédovou výzbroj představovalo celkem 12 hlavní ráže 533 mm – loď nesla tři čtyřhlavňové torpédomety. Protiletadlovou výzbroj zpočátku tvořily pouze čtyři 12,7mm kulomety. Během války se však výzbroj jednotlivých plavidel měnila. Například bylo demontováno třetí 127mm dělo a nahrazeno rychlopalnými protiletadlovými kanóny. Rovněž část torpédometů byla demontována pro získání prostoru na protiletadlovou výzbroj. Pohonný systém tvořily tři kotle Babcock and Wilcox a dvě turbíny Westinghouse. Lodní šrouby byly dva. Nejvyšší rychlost dosahovala 35 uzlů.

## Operační nasazení

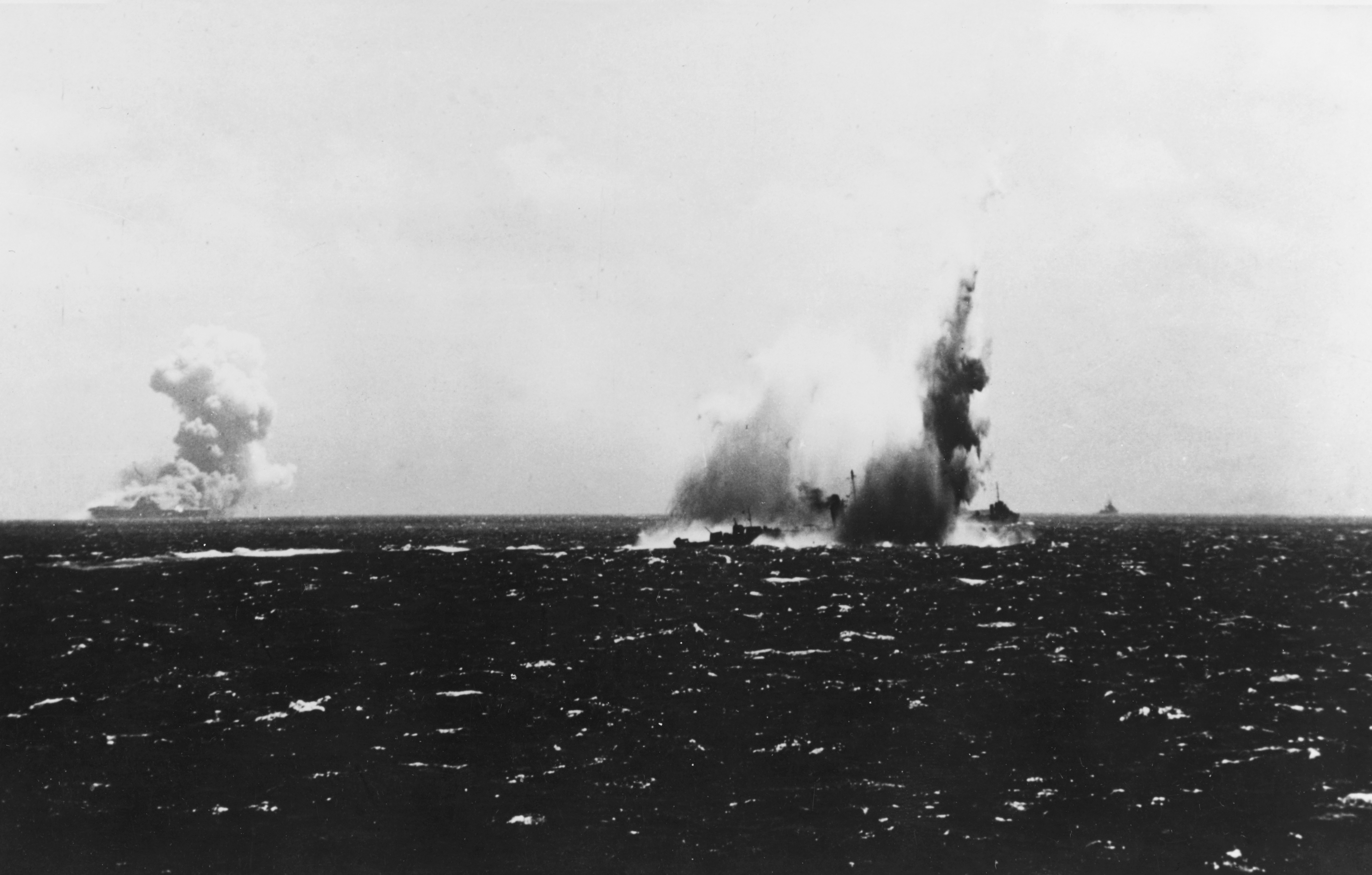
USS O’Brien po zásahu torpédem. V pozadí hořící letadlová loď USS Wasp

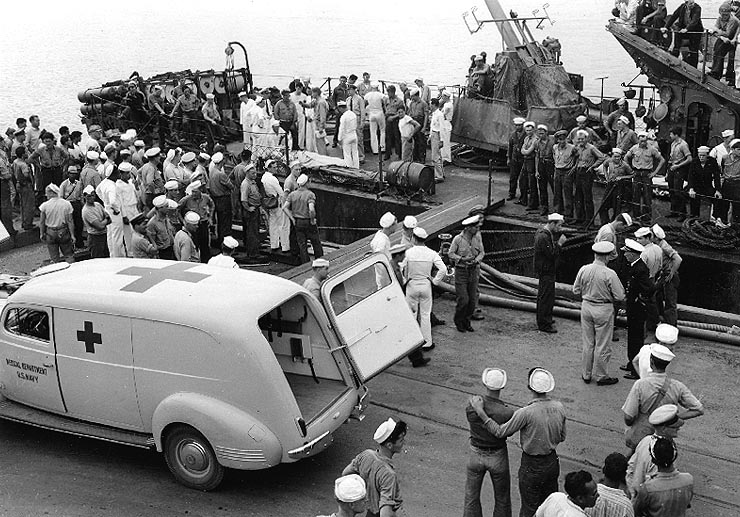
Přeživší z posádky potopeného torpédoborce USS Hammann se vyloďují v Pearl Harboru

V roce 1941 všechny jednotky operovaly v Atlantiku. Po vypuknutí druhé světové války se ale postupně dostaly i na další bojiště. Za války jich přitom bylo pět ztraceno – Sims, Hammann, O’Brien, Walke a Buck. První čtyři byly ztraceny v roce 1942 – Sims byl potopen v bitvě v Korálovém moři, Hammann potopila japonská ponorka I-168 a O'Brien potopila japonská ponorka I-15 a Walke byl ztracen v bojích u Guadalcanalu. Naopak Buck potopila roku 1943 poblíž Salerma německá ponorka U-616.
Po skončení války byla třída rychle vyřazena. Russell, Morris a Roe byly roku 1947 sešrotovány. Zajímavější byl osud zbývající čtveřice – Hughes, Anderson, Mustin a Wainwright byly roku 1946 použity jako cíle při jaderných testech na atolu Bikini. Zatímco Anderson se potopil po testu Able, uskutečněném 1. července 1946, zbylé tři přečkaly jak test Able, tak test Baker a byly ještě dva roky zkoumány vědci, než bylo rozhodnuto je roku 1948 definitivně potopit jako cvičné cíle (tentokrát ale konvenční municí).